# Ил-10
Ил-10 (по кодификации НАТО: Beast — «Зверь») — советский штурмовик конструкции КБ Ильюшина заключительного периода Великой Отечественной войны. 

## История
Был создан в 1944 году путём модернизации опытного тяжёлого истребителя Ил-1 (начало разработки 1943 год), не пошедшего в серию и не передававшегося на государственные испытания.
Серийное производство Ил-10 было организовано на трёх авиазаводах: № 1, № 18, № 64.
Первый полёт Ил-10 состоялся 18 апреля 1944 года (лётчик-испытатель В. К. Коккинаки). В 1944 году первые штурмовики Ил-10 поступили на вооружение Краснознаменной запасной авиабригады ВВС РККА, после завершения обучения экипажей и авиатехников они были переданы в действующую армию. Первым подразделением, получившим их на вооружение, стал 108-й гвардейский штурмовой авиаполк 6-й гвардейской штурмовой авиадивизии. Первый боевой вылет эскадрильи Ил-10 возглавил штурман полка майор Ф. А. Жигарин. В ходе этого вылета был нанесён штурмовой удар по скоплению танков, бронемашин и солдат противника.
С конца декабря 1951 по 1955 годы Ил-10 производился по лицензии на заводе «Авиа» в Соковице (Чехословакия) под наименованием В-33. В 1953—1954 годах чехословацкие штурмовики поставлялись в Польшу, Венгрию, Румынию и Болгарию. В-33 были вооружены четырьмя пушками НС-23РМ с боекомплектом 150 патронов на пушку. Всего в Чехословакии построено 1200 самолётов В-33.
| Тип    | Производитель          | 1944 | 1945 | 1946 | 1947 | 1948 | 1949 | 1952 | 1953 | 1954 | Всего |
| ------ | ---------------------- | ---- | ---- | ---- | ---- | ---- | ---- | ---- | ---- | ---- | ----- |
| Ил-10  | № 1 (Куйбышев)         |      | 893  | 2    |      |      |      |      |      |      | 895   |
| Ил-10  | № 18 (Куйбышев)        | 73   | 1435 | 1006 | 809  |      |      |      |      |      | 3323  |
| Ил-10  | № 64 (Воронеж)         |      |      |      | 12   | 155  | 78   |      |      |      | 245   |
| УИл-10 | № 1 (Куйбышев)         |      | 227  | 41   |      |      |      |      |      |      | 268   |
| УИл-10 | № 18 (Куйбышев)        |      |      | 11   | 50   |      |      |      |      |      | 61    |
| УИл-10 | № 64 (Воронеж)         |      |      |      |      |      | 100  |      |      |      | 100   |
| Ил-10М | № 47 (Чкалов)          |      |      |      |      |      |      |      | 4    | 6    | 10    |
| Ил-10М | № 168 (Ростов-на Дону) |      |      |      |      |      |      | 1    | 100  | 35   | 136   |
| Всего  | Всего                  | 73   | 2555 | 1060 | 871  | 155  | 178  | 1    | 104  | 41   | 5038  |

| Квартал | I   | II  | III | IV  | Всего |
| ------- | --- | --- | --- | --- | ----- |
| Ил-10   | 450 | 884 | 741 | 480 | 2555  |

## Конструкция[2]
Общая информация
Самолёт Ил-10 является двухместным бронированным цельнометаллическим штурмовиком-бомбардировщиком , вооружённый стрелково-пушечным, бомбовым и ракетным оружием, а также оборудованный аэронавигационным, радио- и фотооборудованием, обеспечивающим боевое применения самолёта по его назначению. Самолёт разработан как  модификация самолёта Ил-1, с учётом боевого и эксплуатационного опыта самолёта Ил-2 в период ВОВ.
Представляет собой моноплан с низкорасположенным крылом. Силовая установка — рядный мотор водяного охлаждения АМ-42 с винтом изменяемого шага АВ-5Л-24. 

### Планер
Цельнометаллической конструкции, за исключением обшивки рулей и элеронов, выполненных из специального полотна.
Технологически корпус планера самолёта делится на четыре части: бронекорпус с центропланом крыла (центроплан с кабиной и моторным отсеком), две консоли крыла, хвостовая часть с оперением.
Крыло самолёта двухлонжеронное цельнометаллическое, состоит из центроплана и двух отъёмных частей крыла (ОЧК). Форма крыла трапециевидная с закруглёнными концами. Профиль крыла переменный, с круткой от корня к законцовкам минус 2°6′. Профиль крыла у корня типа NACA-0018, в районе разъёма — NACA-230, на концах —  NACA-4410. Полный размах крыла 13400 мм, площадь 30 м².
Крыло снабжено взлётно-посадочными щитками типа Шренк и элеронами типа Фрайз.
ОЧК соединяются с центропланом специальным болтовым соединением по лонжеронам. Передний лонжерон стыкуется двумя пустотелыми хромансилевыми термически обработанными стыковыми болтами диаметром 20 мм, задний лонжерон аналогичными по конструкции болтами диаметром 17 мм. Стык крыла закрывается лентой.
Центроплан  — основной силовой агрегат самолёта, к которому крепятся фюзеляж, консоли крыла, шасси и щиток. Каркас центроплана состоит из двух лонжеронов, 12 нервюр, двух силовых ферм и стрингеров. Обшивка из листов дюраля различной толщины, от 0,8 до 2,0 мм.
В носовой части центроплана установлены туннели водо- и маслорадиаторов. Вся средняя часть от нервюры №2а до нервюры №6 занята агрегатами шасси. От нервюры №1 до №2а расположены специальные бомбовые отсеки. Нервюра №1 представляет собой бронестенку.
ОЧК состоит из каркаса и дюралевой обшивки из листов дюраля толщиной от 0,8 до 2,0 мм. Каркас состоит из двух лонжеронов и 19 нервюр, к последней крепится законцовка крыла. В каждой ОЧК межлонжеронная часть крыла между нервюрами №1 и №2а занята отсеком под пулемёт ШКАС, а между нервюрами №2а и №4 находится отсек под пушку ВЯ. Начиная с самолёта №6410801 пулемёт ШКАС и пушка ВЯ не устанавливается, взамен монтируются по две пушки НС-23. За пушечной установкой вдоль размаха от нервюры №4 до №8 установлен снарядный ящик. На самолётах после №6410801 установлены параллельно два снарядных ящика: передний для средней пушки, задний для крайней пушки.
На нижней поверхности под обшивку нервюр №5 и №6 установлены узлы крепления балок ракетного оружия (РО).
На ОЧК правой плоскости в районе нервюры №15 установлена трубка приёмника воздушного давления (трубка Пито). Также на правой плоскости между нервюрами №4 и №5 сделан отсек для установки фотокинопулемёта ПАУ-22 (на самолётах с №6410801 ПАУ-22 заменён на фотопулемёт С-13).
На левой плоскости между носками нервюр №5 и №6 установлена посадочная фара, закрытая плексигласовым обтекателем.
Элероны типа Фрайз с аэродинамической компенсацией 28% и полной весовой балансировкой, подвешивается к ОЧК на трёх узлах. На самолётах с №1890101 по №1890114 на правый элерон стали устанавливать пластину для компенсации кренящего момента от вращения винта (т.н. «нож»). На самолётах с №1890115 по 6410101 нож на элероне заменён триммером, управляемым из кабины пилота. Полное отклонение элеронов: вверх — 25°±1°30′, вниз — 15°±1°. Отклонение триммера — ±28°.
Щитки типа Шренк трехсекционные, установлены на консолях и центроплане. Все три секции щитка жёстко соединены между собой штырями фиксации. Отклонение щитков осуществляется от пневмопривода, качалка установлена на среднем щитке по оси симметрии фюзеляжа. Отклонение щитка на посадке 45°, на взлёте 17°.
Фюзеляж самолёта состоит из трёх частей: передней, средней и хвостовой.  Передняя и средняя часть фюзеляжа выполнены из гомогенной брони, которая заменяет конструкцию каркаса и обшивку.
Передняя часть фюзеляжа (капот) соединяется со средней частью болтами. В передней части расположены: мотор, маслобаки, верхний бензобак и ряд агрегатов. Средняя часть фюзеляжа расположена между передним лонжероном центроплана и хвостовой частью. Здесь находятся кабины пилота и стрелка. Она состоит из отдельных броневых листов различной толщины, соединённых меж собой при помощи толстых дюралевых лент на заклёпках и болтах с анкерными гайками. Снизу в среднюю часть фюзеляжа вмонтирован центроплан. Под полом кабины пилота находится нижний бензобак. Пол загерметизирован и теплоизолирован. 
Сиденья экипажа. Кресло пилота состоит из чашки под парашют и спинки, оборудовано механизмом регулировки по высоте. Начиная с машин №1890112 и №6410101 в кресло пилота введён механизм дополнительного подтяга плечевых ремней, позволяющий пилоту при необходимости быстро зафиксировать своё тело.
В кабине стрелка установлено два сидения — подвесное лямочно-брезентовое, которое крепится с помощью лямок к бортам, и откидное дюралевое, установленное на бронеспинке пилота. До самолётов №№1890106 и 6410101 на месте стрелка конструктивно отсутствовали привязные ремни.
Фонарь кабины экипажа состоит из двух частей: фонарь кабины пилота и фонарь стрелка. Фонарь пилота состоит из козырька (бронестекла с плоскими гранями), правой откидной крышки (каркас с гнутым бронестеклом и сдвижной форточкой) и дверки слева. Фонарь стрелка состоит из каркаса с плексигласовым остеклением. Фонарь пилота, как и фонарь стрелка имеют механизмы аварийного сбрасывания.
Хвостовая часть фюзеляжа овальная в сечении, уширенная кверху, плавно переходит в киль и хвостовой кок. Состоит из каркаса в виде рам из профилей уголкового сечения, набора дюралевых стрингеров Z-образного сечения и обшивки листов внахлест из дюраля марки Д3 толщиной 0,8 мм. На участке между рамами №7 и №8 снизу вырезан люк с двумя створками, для установки аэрофотоаппарата АФА-ИМ.
Снизу между рамами №3 и №4 сделан вырез под установку гранатомёта ДАГ-10.
На левом борту фюзеляжа между рамами №4 и №6 сделан эксплуатационный люк с дверкой, для доступа вовнутрь фюзеляжа с целью обслуживания установленного там оборудования.
В задней нижней части фюзеляжа сделан вырез под хвостовое колесо. При уборке шасси хвостовое колесо до половины убирается внутрь фюзеляжа.
Киль технологически составляет неразъёмное целое с фюзеляжем. Каркас киля образован профилированными верхними частями рам  №№ 11-12-13-13а-14, передним лонжероном, нервюрами. Обшивка киля выполнена из листового дюраля толщиной 0,8 мм. Каркас руля поворота (РП) дюралевый, с обшивкой из полотна АСТ-100. На задней кромке РП установлен триммер-флетнер. Полный угол отклонения РН составляет ±27°-1° от нейтрали
Стабилизатор цельнометаллический, с силовым каркасом лонжеронной конструкции. Состоит из двух половин, которые стыкуются между собой с помощью стыковочных гребёнок, установленных на верхних и нижних полках переднего и заднего лонжеронов стабилизатора четырьмя болтами диаметром 8 мм каждый. Установочный угол стабилизатора можно менять на земле в пределах ±2°, в полёте изменение угла стабилизатора невозможно. Руль высоты (РВ), выполненный с полной весовой компенсацией, состоит из двух половин, состыкованных между собой фланцами. Каркас руля высоты дюралевый, обшивка из полотна. На задней кромке каждой половины РВ установлен триммер-флетнер. Отклонение РВ вверх — 30°, вниз — 15°. Отклонение триммера РВ ±12°.
Для обеспечения ремонта планера самолёта при повреждениях в эксплуатации геометрии разработчиком предусмотрены нивелировочные точки в различных частях конструкции.

### Шасси самолёта
состоит из двух основных стоек и хвостового колеса. Каждая основная нога шасси при уборке складывается назад на угол 89°28′, одновременно с уборкой нога с колесом поворачивается вокруг своей оси на угол 86°, этим достигается полная уборка стойки шасси в обвод фюзеляжа. Хвостовое колесо убирается до половины. Уборка и выпуск шасси производится от воздушной системы самолёта, давление в которой создаётся компрессором АК-50 (АК-75), или от резервного баллона сжатого воздуха, заряженного до давления 150 атм. Конструкция пневмоподъемника шасси не отличается от установленного на самолёте Ил-2. Точно такой же подъёмник используется и для выпуска посадочных  щитков.
Также на самолёте установлена система аварийного выпуска шасси от ручной лебёдки, смонтированной на правом борту кабины пилота.
Амортизаторы основных стоек имеют полный ход поршня 250 мм, заряжаются сжатым воздухом до давления 36±1 атм (это давление при поднятой машине и вывешенных стойках, при температуре +15°С) и заправляются амортизационной спиртоглицериновой смесью, по составу аналогичной применяемой на самолёте Ил-2.
Тормоза колёс пневматические. Тормозной рычаг установлен на ручке пилота. При нейтральном положении педалей затормаживаются оба колеса одновременно, при развороте самолёта от педалей путевого управления подтормаживается только одно колесо, для чего применяется дифференциальный механизм торможения, установленный на профилях пола кабины.
Время уборки шасси составляет 10-20 сек, в зависимости от давления в пневмосистеме и скорости полёта самолёта.
Пневматическая система самолёта служит для запуска мотора, уборки/выпуска шасси и посадочных щитков, привода тормозов колёс и перезарядки оружия. Большинство деталей пневмосистемы самолёта Ил-10 без изменений взято с самолёта Ил-2.
Система управления полётом почти полностью заимствована с самолёта Ил-2 последних серий выпуска.

### Винтомоторная группа
Включает двухрядный V-образный мотор водяного охлаждения АМ-42, трёхлопастной винт левого вращения АВ-5Л-24 с регулятором оборотов Р-7А, систему управления мотоустановкой и систему питания.
Мотор (см. отдельную статью) установлен в капоте обтекаемой формы, являющийся передней частью фюзеляжа. Управление ВМГ состоит из ручного управления газом, винтом, пожарным краном, а также электрического управления заслонками водяного и масляного радиаторов.
Система бензопитания включает два сообщённых бензобака: верхний и нижний. Мотор питается из нижнего бака. Оба бака в боевой обстановке заполняются нейтральным газом — охлаждёнными и очищенными выхлопными газами мотора. Заправочная ёмкость бензосистемы составляет 730 литров этилированного авиационного бензина.
Оба бензобака сварные, изготовлены из сплава АМцМ, протектированы. По форме и размерам они отличаются от баков самолёта Ил-2, тогда как по конструктивным элементам аналогичны. 
Маслосистема включает два маслобака, маслорадиатор, пеногасительный бачок. Маслобак разделён перегородкой с клапаном перепуска и обеспечивает нормальную подачу масла к двигателю при отрицательных перегрузках (то есть самолёт Ил-10 рассчитан на бомбометание с пикирования). Заправочная емкость маслосистемы — 90 литров минерального масла МС или МЗС.
Система охлаждения мотора — закрытого типа под давлением. Общая ёмкость системы составляет 66-68 литров пресной воды, с добавлением калиевой соли дихромовой кислоты (хромпик) из расчета 2,5-3 гр. на литр воды.
Капот мотора состоит из нижней несъёмной части с тремя откидными крышками и верхней части, состоящей из ряда отдельных крышек, а также обтекателя втулки винта с храповиком. Для доступа к отдельным агрегатам на капоте имеются несколько небольших эксплуатационных лючков на петлях, с замками нажимного действия.
ОТД мотора АМ-42 (взято из инструкции по эксплуатации):
- Мощность на взлётном режиме при оборотах коленвала 2500±2 — 2000-2% л.с.
- Мощность на номинальном режиме на расчетной высоте — 1770±2% л.с.
- Мощность на номинальном режиме на земле — 1750±2% л.с.
- Эксплуатационная мощность (0,75 земной номинальной мощности) — 1315 л.с.
- Передаточное число редуктора — 0,6
- Давление наддува на эксплуатационной мощности — 1130±25 мм рт. ст.
- Сорт масла — «МС» или «МК-В» летом, «МЗС» - зимой.
- Охлаждающая жидкость — мягкая вода с добавлением 0,25-0,3% хромпика по весу.
- Система запуска — воздушная ВС-50, от бортового источника сжатого воздуха с давлением 35-50 атм.
- Срок службы мотора — 100 часов

### Специальное оборудование самолёта
Специальное оборудование самолёта Ил-10 состоит из:
- аэронавигационного оборудования
- электрооборудования
- радиооборудования и средств внутрисамолётной связи
- фотооборудования
- приборного оборудования кабины пилота

Приборная доска пилота состоит из трёх отдельных частей: левой, средней, правой. Под средней частью доски установлен электрощиток, под правой — дополнительные панели: верхняя и нижняя.
Приборы в кабине пилота:
- мановакуумметр
- тахометр ТЭ-45
- часы АВР
- термометр входящего масла АМЗ-45
- термометр выходящей воды ТМЭ-45
- указатель положения заслонки маслорадиатора УПЗ-40
- указатель положения заслонки водорадиатора УПЗ-40
- указатель бензиномеров СБЗ-1080
- индикатор-курсоотметчик ИКО-42 приёмника РПКО-10М
- указатель скорости до 800 км/ч
- высотомер двухстрелочный со шкалой до 12000 м
- указатель поворота УП-2
- авиагоризонт АГП-2
- вариометр
- компас КИ-11 (на самолётах по №1890125)
- репитер компаса ПДК-44 (на самолётах с №1890126) или репитер компаса ПДК-45 (на самолётах с №6410401)
- вольтамперметр ВА-240
- временной механизм ВМШ-10 (на самолётах по №1890118)
- выключатели, переключатели, кнопки
- лампы сигнализации

Указатель скорости, вариометр и высотомер подключены дюритовыми шлангами к приёмнику давления (трубке Пито) на ОЧК правой плоскости. Гироскопические приборы самолёта: авиагоризонт и указатель поворота работают на давлении воздуха от нагнетателя мотора. Воздух, подаваемы от мотора к приборам, фильтруется и осушивается.
Для контроля количества бензина в бензобаках на самолёте установлен поплавковый топливомер СБЭ-1080, показывающий общий запас горючего в двух баках (сумму). 
Все части приборной доски окрашены чёрной матовой краской, надписи и трафареты выполнены белой светящейся краской. Освещение приборной доски пилота — лампами ультрафиолетового облучения УФО.
На правом борту кабины пилота установлен щиток, на котором смонтированы: ЭСБР-3П сброса бомб, ЭСБР-3П пуска ракет, механизм дистанционной настройки приёмника РСИ-6МУ, абонентская колодка СПУ.
Электрооборудование.
На самолёте Ил-10 используется сеть постоянного тока на напряжение 27 в.
Источниками электроэнергии служат генератор постоянного тока ГС-10-350М с регуляторной коробкой РК-12ф-350, работающие в паре с бортовой аккумуляторной батареей 12А-10. 
Генератор смонтирован на моторе. Привод генератора - через специальную эластичную муфту. На оси ротора генератора имеется крыльчатка для его обдува, в полете генератор охлаждается воздухом из атмосферы (так написано в ТО). Напряжение, поддерживаемое в сети коробкой-регулятором, составляет 26,5-28,5 вольт на всех режимах работы мотора.
Аккумуляторная батарея 12А-10 кислотная свинцовая, на рабочее напряжение 24 вольта. Она устанавливается в хвостовом отсеке фюзеляжа на правом борту в деревянном контейнере, оклеенным изнутри войлоком. Для экстренного отключения аккумулятора от сети имеется аварийный рубильник, с тросовой проводкой до кабины пилота. На самолётах с №6410410 вместо аварийного рубильника устанавливается контактор К-100А с тумблером на электрощитке пилота.
Электропроводка на самолёте выполнена по однопроводной схеме с минусом на массу, часть проводов экранирована. Все провода на самолёте имеют буквенно-цифровую нумерацию про принадлежности к агрегатам и приборам, на каждый провод в районе его подсоединения (пайки) надета металлическая бирка с выбитыми номерами проводов. Электрическая защита сети осуществляется плавкими предохранителями, установленными в электрощитке пилота.
Потребители электроэнергии:
- ночное освещение кабины — 5 ламп УФО
- белое освещение: три лампы КЛС-39 в кабине, лампы освещения бомбоотсеков, плафон освещения П-33 хвостовой части фюзеляжа
- аэронавигационные огни АБ-42 (на консолях крыла) и хвостовой огонь ХС-39
- посадочная фара ФС-155 мощность 220 вт.
- обогрев трубки Пито
- система зажигания из двух пусковых катушек КП-4716, магнето и свечей зажигания
- механизм управления триммером элерона УТ-3
- механизм управления триммером руля поворота УТ-3
- механизм управления заслонкой маслорадиатора УР-2 (УР-7М)
- механизм управления заслонкой водорадиатора УР-6
- электрозапалы пиропатронов сброса бомб
- пирошнуры стрельбы из реактивных орудий
- пневмоэлектроспуски пушек ПЭС-1
- электроспуски пулемётов М-10
- перезарядка пушек и пулемётов
- фотокинопулемёт ПАУ-22 крыльевой
- фотокинопулемёт ПАУ-22 задней установки
- аэрофотоаппарат
- кассета ДАГ-10
- и др.

Фотооборудование самолёта Ил-10 включает:
- автоматический аэрофотоаппарат АФА-ИМ для контроля бомбометания и маршрутного фотографирования
- два фотокинопулемёта ПАУ-22 или С-13

Радиооборудование самолёта Ил-10 включает:
- радиостанция РСИ-4 (начиная с самолёта №1897625 устанавливалась РСИ-6)
- радиополукомпас РПКО-10М
- переговорное устройство СПУ-2ММ
- УКВ радиостанция СЧ-3 (радиоопознаватель «свой-чужой»)

### Вооружение
- два крыльевых пулемёта ШКАС и две крыльевые пушки ВЯ, или четыре крыльевые пушки НС-23
- оборонительное — установка ВУ-9 с пулемётом УБТ или установка ВУ-9М с пушкой Б-20Э (маркировка требует уточнения)
- четыре узла бомбовой подвески
- четыре балки ракетной подвески (начиная с самолёта №1891106)
- кассета ДАГ-10 — 10 авиационных гранат

На самолёт возможна подвеска прибора для постановки дымовой завесы.

## Модификации
- Ил-10 пушечный - 1945 год Модификация с усиленным артиллерийским вооружением. Вооружение: четыре крыльевые пушки НС-23 (по 150 снарядов), пушечная установка БТ-20 (150 снарядов),  кумулятивные бомбы ПТАБ и ракетные бронебойные снаряды РБС-132. Серийно строился до 1947 года.[4]
- Ил-10УТ (УИл-10) - Учебно-тренировочный. Кабина стрелка переоборудована в кабину инструктора с дублированием управления. Из вооружения были оставлены две пушки, направляющие для двух снарядов РС и два бомбодержателя для отработки штурмовых действий. В 1945 году была выпущена небольшая серия.[5]

В 1951 году, основываясь на боевом опыте, приобретённом в ходе Корейской войны, было решено возобновить производство улучшенной модификации штурмовика, получившей обозначение Ил-10М. Первый полёт Ил-10М состоялся 2 июля 1951 года.
От своего предшественника Ил-10М отличался незначительно увеличенными длиной фюзеляжа и размахом крыла, большей площадью управляемых поверхностей, наличием фальшкиля в хвостовой части фюзеляжа и более тонким профилем крыла для улучшения пилотажных качеств машины. Бронирование сохранено как у Ил-10, бронекорпус изготавливался из стальных бронедеталей толщиной 4, 5, 6 и 8 мм, толщина бронеспинки 16 мм. Установлено новое лобовое бронестекло К-5 толщиной 64 мм. В консолях крыла установили четыре более совершенные пушки НР-23. Масса полезной нагрузки — как у предшественника. Установлено более совершенное навигационное оборудование.
Общее число выпущенных Ил-10М составило 146 штук. С января 1955 года прекращено производство, а с весны 1956 года Ил-10М снят с вооружения в связи со сменой приоритетов в пользу истребителей-бомбардировщиков.

## Боевое применение
После войны все штурмовые части советских ВВС были переведены с Ил-2 на Ил-10. Сами штурмовики стояли на вооружении СССР до 1960-х годов.
В боевых действиях участвовали 3 авиаполка, переученные на новые штурмовики. Начало боевого применения штурмовика Ил-10 — 15 апреля 1945 года. В бою участвовали 15 самолётов, ведущий группы — М. И. Безух. Применялся на Дальнем Востоке в августе 1945 года против Квантунской армии. К началу боевых действий против Японии программу переучивания успел пройти 26-й шап 12-й шад ВВС Тихоокеанского флота. Это был единственный полк в этом регионе, вооруженный новыми штурмовиками.
Ил-10 применялся в корейской войне на стороне Северной Кореи. К началу вторжения на юг ВВС КНДР имели 93 штурмовика, однако уже через два месяца боевых действий в строю оставалось всего 20 боеспособных самолётов. За время войны авиацией США было сбито 11 северокорейских Ил-10. Два штурмовика были захвачены наземными войсками и проходили лётные испытания в США.

## Катастрофы и происшествия
14 апреля 1951 года в ГДР во время учебно-тренировочного полета в сложных метеоусловиях в районе населённого пункта Кемлица разбились 13 самолётов Ил-10, входившие в состав 664 гв.шап. Погибло 26 человек, в том числе командир полка подполковник Гаврась А.Г.

## Лётно-технические характеристики[13]
Технические характеристики
- Экипаж: 2 чел.
- Длина: 11,12 м
- Размах крыла: 13,40 м
- Высота: 4,18 м
- Площадь крыла: 30,00 м²
- Профиль крыла: НАСА-0018 корень крыла, НАСА-4410 законцовка крыла
- Масса пустого: 4650 кг
- Масса снаряжённого: 6300 кг
- Максимальная взлётная масса: 6537 кг
- Силовая установка: 1 × ПД АМ-42
- Мощность двигателей: 1 × 1320 кВт
  - Полётная: 1 × 1750 л. с.
  - Взлётная: 1 × 2000 л. с.
- Воздушный винт: АВ-5л-24 диаметром 3,6 м

Лётные характеристики
- Максимальная скорость:  
  - У земли: 507 км/ч

Схема самолёта.

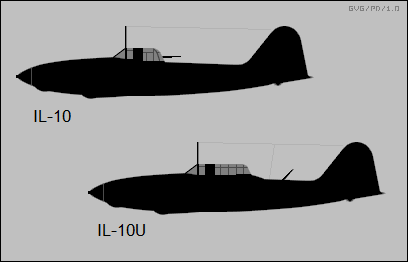
Силуэты модификаций.

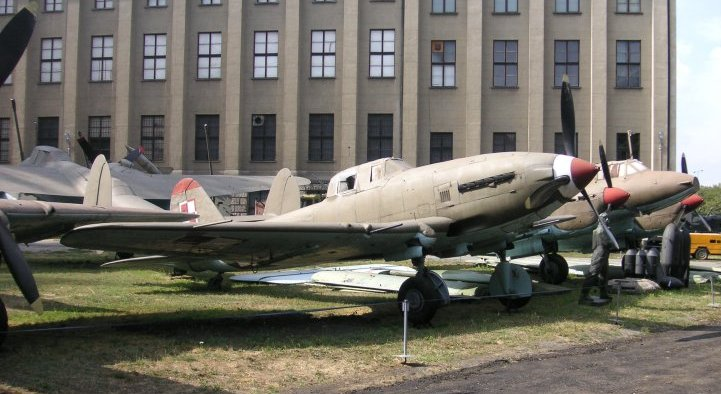
Ил-10 в музее Войска польского.

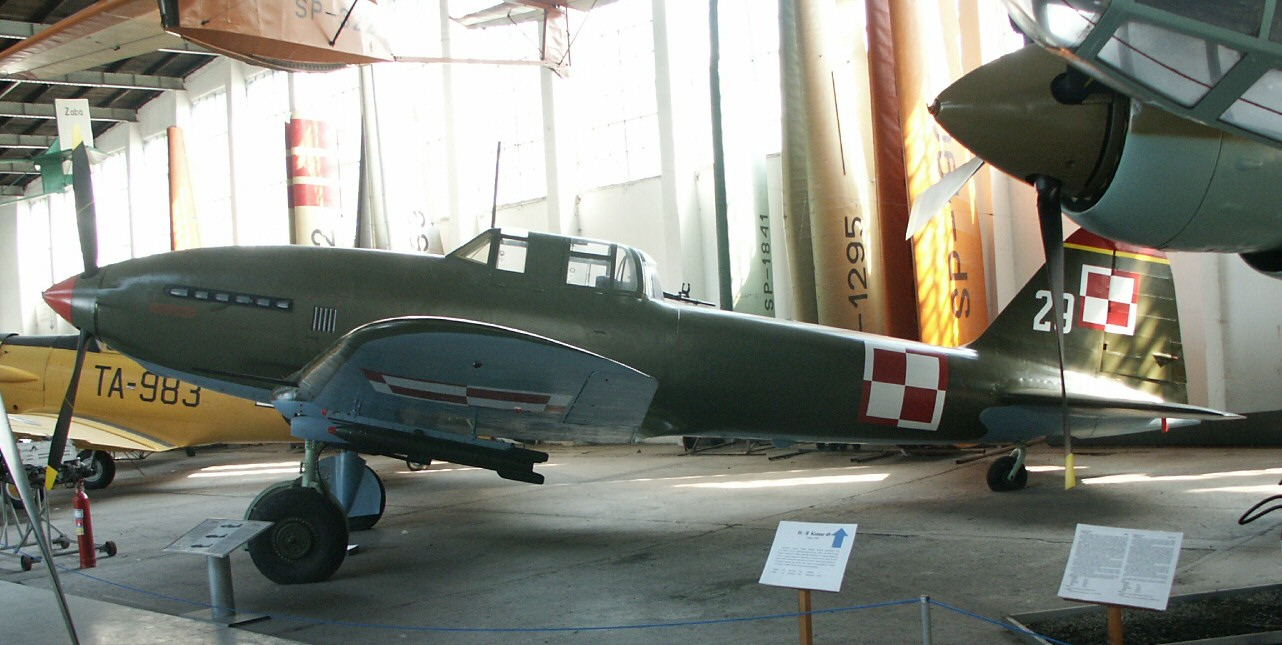
Польский Avia B-33
(Музей Польской Авиации)

  - На высоте 2400-2800м: 512-552 км/ч (см. варианты)
- Крейсерская скорость: 436 км/ч
- Боевой радиус: 800 км
- Практическая дальность: 1520 км
- Практический потолок: 7250 м
- Скороподъёмность: 625 м/мин
- Нагрузка на крыло: 211,5 кг/м²
- Тяговооружённость: 236 Вт/кг (3,15 кг/л. с.)
- Длина разбега: 475 м
- Длина пробега: 460 м

Вооружение
- Стрелково-пушечное:  
  - 2 × 23-мм пушки ВЯ-23 или НС-23КМ установленные на крыле, по 150 снарядов на пушку
  - 2 × 7,62-мм пулемёта ШКАС, 1500 патронов
  - У стрелка: 1 × 20-мм пушка УБ-20 или 12,7-мм пулемёт УБТ, 190 патронов
- Боевая нагрузка: до 600 кг различного вооружения
- Неуправляемые ракеты: 8 × ракет РС-82 или РС-132
- Бомбы:  
  - В бомбоотсеке:
    - 144 × ПТАБ-2,5-1,5 (230 кг) или
    - 136 × АО-2,5 с. ч. (сталистый чугун, 400 кг) или
    - 182 × АО-2,5-2 (из 45-мм снаряда, 400 кг) или
    - 56 × АО-8М4 (короткие, 400 кг) или
    - 40 × бомб типа АО-10 с. ч. (сталистый чугун, 392 кг) или
    - 2 × ФАБ-100

  - Под крылом:
    - 2 × ФАБ-250 (500 кг) (в перегрузочном варианте с 2 × ФАБ-100 в бомбоотсеке)